# Jacque Fresco
Jacque Fresco (Brooklyn, New York, 1916. március 13. – Sebring, Florida, 2017. május 18.) amerikai autodidakta építészmérnök, tudományfilozófus, társadalommérnök, nagy hatású tanító, feltaláló és futurista.

## Szakmai élete, ismertetői
Számos találmánya mellett legismertebb elképzelése a Vénusz projekt, mely mára egy floridai szervezetté nőtte ki magát, melyben Roxanne Meadows az alapító és igazgató.
Érdeklődési köre sok tudományágat ölel fel, mint a tudomány, filozófia, és mérnöki tudományok. Fresco gyakorta ír és ad elő több nézetéről, melyek a fenntartható városok holisztikus terve, energiahatékonyság, természetierőforrás-menedzsment, kibernetizált technológia, haladó automatizálás, és a tudomány társadalomban betöltött szerepe, rámutatva az ezekkel elérhető hasznokra.
A kortárs kultúrában három dokumentumfilm népszerűsíti: a Future By Design, a Zeitgeist: Addendum és a Zeitgeist: Moving Forward. A Vénusz projekt inspirálóan hat világszerte, legfőképpen az aktivisták, de más szakemberek körében is.

## Tevékenysége

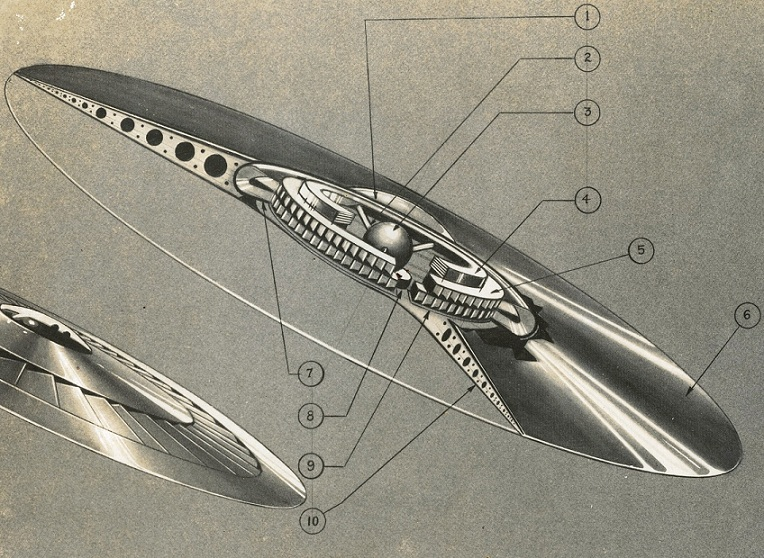
Jacque Fresco repülő (dron) szabadalmi terve
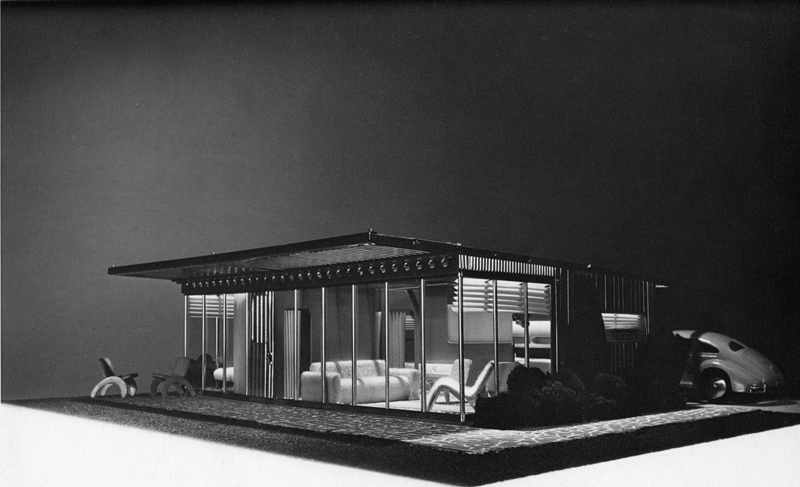
Jacque Fresco sajtolt alumínium házterve 1947-ből